# ماتالسکناس
ماتالسکناس (به اسپانیایی: Matalascañas) یک منطقهٔ مسکونی در اسپانیا است که در المونت، اسپانیا واقع شده‌است. ماتالسکناس ۷۸۵ نفر جمعیت دارد و ۲۰ متر بالاتر از سطح دریا واقع شده‌است.